# سقاية حسين باشا
سقاية حسين باشا
هذه السقاية ربما سميت بسقاية حسين باشا نسبة إلى حسين باشا والي بغداد سنة 1650م، خلال حكم الدولة العثمانية والتي كانت مخصصة للنفع العام في بغداد، وقد اشار اليها المؤرخ التركي أوليا جلبي اثناء تواجده في بغداد خلال رحلته التي مر بها في مدينة بغداد .